# 三宮幸雄
三宮 幸雄（さんぐう ゆきお、1951年（昭和26年）1月1日 - ）は、日本の政治家、教諭。埼玉県北本市長（2期）。元北本市議会議員（4期）。

## 来歴
新潟県刈羽郡西山町（現・柏崎市）生まれ。1973年（昭和48年）4月、北本市立北小学校に赴任。1980年（昭和55年）4月、北本市立南小学校に赴任。1988年（昭和63年）4月から1995年（平成7年）3月まで北本市教育委員会市史編さん室長を務めた。
1995年（平成7年）4月、北本市議会議員に初当選。1999年（平成11年）4月の北本市長選挙に立候補するも候補者4人中最下位で落選。
2003年（平成15年）、市議に2期目の当選。2005年（平成17年）3月、法政大学大学院社会科学研究科政治学修了。2007年（平成19年）、市議に3期目の当選。
2011年（平成23年）4月の市長選に、北本駅西口広場改修工事の白紙撤回を訴えて立候補するも現職の石津賢治に敗れ落選。2015年（平成27年）、市議に4期目の当選。
2019年（平成31年）4月21日に行われた市長選で現職の現王園孝昭を破り、3回目の挑戦でついに初当選を果たした。5月1日、市長就任。

## 市政
- 2020年（令和2年）5月19日、新型コロナウイルス対策の財源に充てるため、自身の6月から11月までの月額給与を20％減額する条例案を市議会臨時会に提出した。副市長については15％、教育長については10％減額する[7]。同日、同条例案は可決された。
- 同年9月16日、市議会本会議で、今関公美市議が、LGBTなど性的少数者のカップルが婚姻に相当する関係にあると認める「パートナーシップ宣誓制度」の導入について質問。これを受けて、同制度を同年11月から導入すると明らかにした[8]。